# 珠屋小林商店
珠屋小林商店（たまやこばやししょうてん）は、東京都中央区に本社を置くコーヒー会社。喫茶店も運営する。

## 沿革
1937年（昭和12年）、小林正男がキーコーヒーを退社して京橋（旧本社所在地）にて創業。1941年、陸海軍の御用品として『インスタントコーヒー』および『ビン詰め、缶詰粗挽きレギュラーコーヒー』の指定工場に認定される。1944年から1946年は戦争のため営業を中止するが、1951年には有限会社に改組し1952年に宮内庁御用達に指定される。1954年に宮内庁御用達制度が廃止されるが、その後も皇族の日常用、春および秋の園遊会、および宮中晩餐会などのために宮内庁にコーヒー豆を納入し続けているため、いまだに「宮内庁御用達」を名乗っている。2017年の会社合併に伴い、社名を現社名の「株式会社珠屋櫻山」に変更。また2020年に本社を現在の築地に移転。2020年、「株式会社珠屋珈琲」を設立。